# Icepick
 (juin 2017).
Si vous disposez d'ouvrages ou d'articles de référence ou si vous connaissez des sites web de qualité traitant du thème abordé ici, merci de compléter l'article en donnant les références utiles à sa vérifiabilité et en les liant à la section « Notes et références ».
Icepick est un groupe de punk hardcore destiné uniquement aux studios, side project de plusieurs musiciens du hardcore, dont le célèbre chanteur de Hatebreed, Jamey Jasta, ainsi que Frank "3 Guns" Novinec et Wayne Lozinak, guitaristes dans Hatebreed, et Danny Diablo, de Skarhead.
Formé en 1996, le groupe n'a sorti son premier MCD[Quoi ?] qu'en 2006 : il s'intitule Violent Epiphany. Le titre le plus connu[réf. nécessaire] est Real Recognizes Real, puisqu'il rassemble les plus grands chanteurs du milieu :
- Jamey Jasta
- Danny Diablo
- Roger Miret, de Agnostic Front

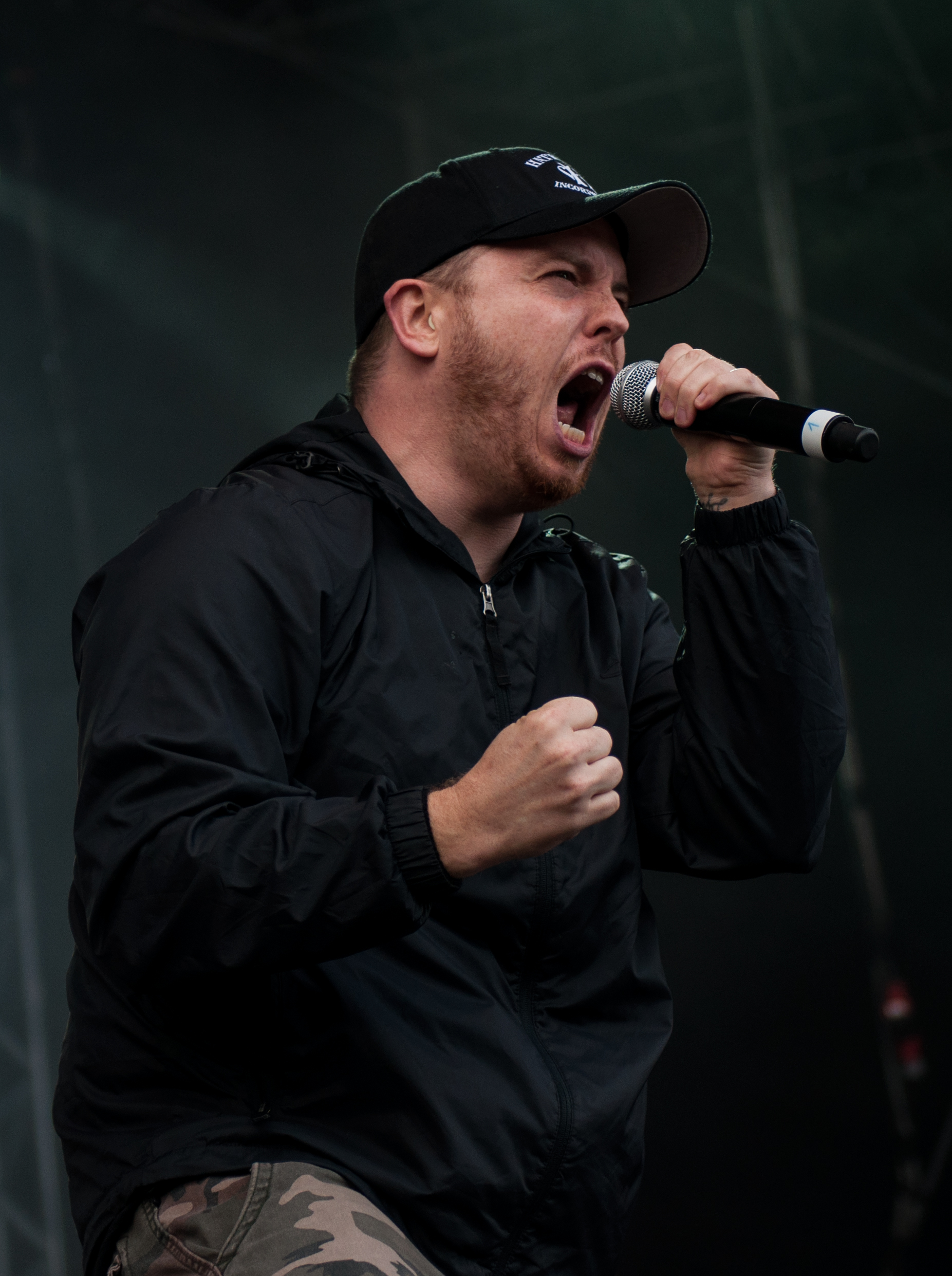
Jamey Jasta avec Hatebreed en 2014.

- Freddy Cricien, de Madball, et frère de Roger Miret
- Ice-T, le rappeur et acteur
- Al Barr, de Dropkick Murphys
- Paul Bearer, de Sheer Terror
- Pete Morcey, de 100 Demons

Très peu médiatisé et ne jouant pas en public, ce groupe ne fait pas parler de lui. Il ne reste qu'un side project, sans rechercher le triomphe.